# Eva Kuhlefelt-Ekelund
Eva Kuhlefelt-Ekelund, född 15 september 1892 i Lovisa, död 7 augusti 1984 i Helsingfors, var en finländsk arkitekt, en av landets kvinnliga pionjärer inom yrket. Hon var gift med arkitekten Hilding Ekelund.
Eva Kuhlefelt-Ekelund var dotter till Ellen Poppius och borgmästare Georg Kuhlefelt. Hon avlade studentexamen 1910 och utexaminerades som arkitekt från Tekniska högskolan i Helsingfors 1916. Efter examen arbetade hon på olika arkitektbyråer i Helsingfors och Stockholm samt vidareutbildade sig i Stockholm på ett statsstipendium 1919–1921. Hon genomförde även studieresor till övriga Norden samt till Italien och Frankrike. Under vistelsen i Sverige arbetade hon, tillsammans med Elsi Borg, med att dokumentera svenska herrgårds- och slottsträdgårdar och deras teckningar publicerades i den år 1930 utgivna boken Svenska trädgårdskonsten.
År 1920 gifte hon sig med Hilding Ekelund och från 1927 hade de gemensam verksamhet.
Bland de byggnader Kuhlefelt-Ekelund ritade märks särskilt Privata svenska flickskolan i Helsingfors (1929). Hon ritade även bland annat ålderdomshem i Lovisa och Kottby, Mariebergs gård i Lappfjärd och Samfundet Folkhälsans barnträdgård i Ekenäs. Från 1936 till 1966 var hon aktiv inom Bostadsföreningen för svenska Finland där hon gjorde typritningar till småhus.